# Останнє чарівництво
«Останнє чарівництво» (англ. The Last Enchantment) — фентезійний роман британської письменниці Мері Стюарт, надрукований 1979 року. Це третя книга у квінтеті романів, які висвітлюють легенду про короля Артуру. Попередній роман — «Порожнисті пагорби», а наступний — «Злий день».

## Представлення сюжету
Головний герой роману — ясновидець і мудрий Мерлін, легендарний маг, який розповідає свою історію правління Артура Пендрагона, коли він наглядає за долею Артура стати великим королем, яку йому пророкував.

## Сюжет
Роман охоплює період з моменту, коли Артур Пендрагон вперше став королем, до того часу, коли Мерлін, який тепер має похилий вік, починає втрачати свої здібності і стає свого роду головним шпигуном, який допомагає королю Артуру, коли він починає реалізацію завдання об’єднання всієї Британії.
Тепер Артур — король, який наполегливо працює над утвердженням Камелота як центру уряду та влади. Декілька амбітних лордів з інших частин Британії власні плани на трон Артура, і Мерлін постійно заважає їм реалізувати свої замисли. Взявши Морґаузу (не знаючи, що вона його зведена сестра) у своє ліжко ще дуже молодим чоловіком після першої (і переможної) битви, Артур тепер батько Мордреда. Мерлін передбачає, що Мордред стане причиною смерті Артура, але не розуміє, як це станеться. Він багато часу проводить, маскуючись і спостерігаючи за інтригами Морґаузи.
Десь по ходу сюжету Мерлін бере ученицю Нініан. Коли вона вперше з’являється, то переодягається під хлопчика, і Мерлін спочатку сприймає її за реінкарнацію дитини, яку він бачив декілька років до того, яку він обрав би учнем, але вона несподівано померла. На той час Нініан не настільки обдарована, як сам Мерлін, але він вчить її всьому, що знає, і вони закохуються, незважаючи на різницю у віці. Коли він передає їй секрети своїх екстрасенсорних здібностей і як ними керувати, то, здається, сам їх втрачає. У виснаженому, ослабленому стані він хворіє і впадає в кому, всі вважають його мертвим. Оплакуючи його, Нініане поховала мага в його улюбленій кришталевій печері. Їй починають снитися далекоглядні кошмари, що Мерлін насправді живий; через деякий час він прокидається в печері. Через декілька тижнів він втікає завдяки поєднанню випадкової удачі та геніального плану та подорожує інкогніто, щоб повідомити Артуру, що все ще живий. Нініан займає місце Мерліна в ролі придворного мага, а Мерлін виходить у кришталеву печеру і живе спокійним та щасливим життям відлюдника, подібно до свого старого вчителя в першому томі серії.

## Історія видань
- 1979, Велика Британія, Hodder & Stoughton (ISBN 0-340-23917-4), Дата публікації червень 1979, тверда обкладинка
- 1979, США, William Morrow (ISBN 0-688-03481-0, Дата публікації липень 1979, тверда обкладинка
- 1980, Велика Британія, Coronet, (ISBN 0-340-25829-2), Дата публікації 1980, м'яка обкладинка
- 1981, США, Fawcett (ISBN 0-449-24207-2), Дата публікації 12 грудня 1981, м'яка обкладинка
- 1982, США, G. K. Hall & Company (ISBN 0-8161-3340-9), Дата публікації 1982, Великий тираж
- 1983, США, Fawcett (ISBN 0-449-20508-8), Дата публікації 12 жовтня 1983, м'яка обкладинка
- 1984, США, Fawcett (ISBN 0-449-20646-7), Дата публікації 12 липня 1984, м'яка обкладинка
- 1996, США, Ballantine Books (ISBN 0-449-91176-4), Дата публікації 29 вересня 1996, м'яка обкладинка
- 2003, США, Eos (ISBN 0-06-054827-4), Дата публікації 1 травня 2003, м'яка обкладинка